# ドゥーワップ
ドゥーワップ (Doo-wop) はポピュラー音楽における合唱のスタイルの一種。ドゥワップ、ドゥー・ワップ、ドゥ・ワップほかの表記もある。1950年代のアメリカ合衆国で、リズム・アンド・ブルースを基に、黒人の音楽グループの中から生まれ、人気を博した。

## 概要
ドゥーワップの特徴は、メロディー（主旋律）以外は「ドゥー・ドゥー・ワッ」といった歌唱（スキャット）にあり、それらが「ドゥーワップ」の名の由来となった。黒人のハーモニー形式は、ティン・パン・アレーのAABA形式と融合して表現豊かな音楽を形成した。床屋を拠点に発展した「バーバーショップ・カルテット」がよく知られている。
グループの構成は4人もしくは5人の場合が多い。ア・カペラとは異なり、ステージやレコードでは通常、「簡素な楽器の伴奏」がつく。メンバーそれぞれの担当パートはほぼ決まっており、主旋律を歌うリード・ボーカル、ハーモニーの中高音部を担当するテナー、中低音部を担当するバリトン、低音部を担当するベースに大きく分けられる。人数が少ないグループでは、ベースがいないこともある。テナーとバリトンは和音だけでなく対旋律（カウンター）や主旋律に対する掛け声（コール・アンド・レスポンス）で曲を盛り上げる役割を担う。バリトンが男性役、テナーが「女性役を演じる場合もある。ベースは「楽器のベースの音」とフレーズを模した歌い方をすることもある。また、ドゥーワップはロックンロールのルーツの一つにもなった。
ポピュラー音楽のコーラス・グループの一部も、ドゥーワップの歌唱スタイルを取ることもあるが、ドゥーワップという言葉は「1950年代の黒人音楽の一ジャンル」という限定的意味合いが強いため、通常はドゥ－ワップ以外のコーラス・グループには使用しない。なおア・カペラは「楽器の伴奏がない合唱」を意味する言葉であり、無伴奏のドゥーワップの形態をとる場合もある。

## 歴史
ドゥーワップのルーツはアメリカの黒人（アフリカ系アメリカ人）奴隷の労働歌に遡り、黒人教会で聖歌隊が歌うゴスペルによって基本的な形式が作られた。やがてゴスペルを基礎にジャズのメロディー、和声、歌詞、伴奏が取り入れられたものが商業音楽として1930年代に出現する。これが初期のドゥーワップで、ミルス・ブラザーズ、インク・スポッツなどが代表的グループとされる。当時はメロディーを聴かせるための甘くゆったりとした曲が主流だった。
戦後になるとドゥーワップのコーラスは、経済的にハードルの高い楽器の購入や習得を必要としないことから、都市の黒人の少年たちの間で広がり始め（いわゆるストリート文化）、1950年代半ばからは一大ブームを迎える。職業作家の手によらないシンプルなラブソングが増え、新たにテンポの速いリズムを強調したドゥーワップ・アップテンポの曲や、コミカルでユーモラスな曲も出てくるようになり、ロックンロールとともに若者文化の先端を担った。
アーティストの多くは黒人のグループで、一部に白人のグループや白人・黒人混合のグループもいた。商業音楽としての可能性が見出されると、音楽性をより大衆向けに変えて成功したグループも現れた。「オンリー・ユー」で知られるプラターズや、「ラストダンスは私に」などがヒットしたドリフターズは、ポップなグループである。これらのグループよりも、ファイブ・サテンズ、ザ・ムーングロウズやオリオールズなどの方が、正統的なドゥーワップ・グループである。代表曲としては、ムーングロウズの「シンシアリー」、ペンギンズの「アース・エンジェル」、キャデラックスの「グロリア」、ハートビートの「ア・サウザンド・マイルズ・アウェイ」、シェップ&ザ・ライムライツの「ダディーズ・ホーム」、フラミンゴズの「アイ・オンリー・ハブ・アイズ・フォー・ユー」、ジャイブ・ファイブの「マイ・トゥルー・ストーリー」などがある。ブームによって楽曲が大量消費されたことや、のちのブリティッシュ・インヴェイジョンの影響などにより、他の多くのアメリカのポップ・ミュージックと同様にブームは1960年代初頭に終わりを迎えた。しかしドゥーワップは、1960年代のモータウンに代表されるソウルミュージック隆盛のルーツとなった。
ドゥーワップの歌唱スタイルはその後のソウル/R&Bだけでなくロックやポップスにも大きな影響を与えた。フランク・ザッパやルー・リード、ジョージ・クリントンらは、熱心なドゥーワップ・ファンとして知られている。日本のデュークエイセスのベース・ヴォーカリストはナチュラル・ベースであり、またキングトーンズやシャネルズ、ラッツ&スターはドーワップ・リバイバルに大きく貢献した。日本のムード歌謡のコーラスの一部にも、ドゥーワップの影響が見られることもある。

## 主なグループ
- ザ・ムーングロウズ[6]
- ファイブ・サテンズ[注 4]
- スパニエルズ
- ペンギンズ
- ハープ・トーンズ
- ジャイブ・ファイブ
- ハート・ビーツ
- シェップ&ライムライツ

## ホワイト・ドゥーワップ
- クレスツ
- スカイ・ライナーズ
- デュプリーズ
- ダイヤモンズ[注 5]

## 日本のドゥーワップ
- ザ・キング・トーンズ (和製ドゥーワップのオリジナルとも呼ばれ、日本にドゥーワップを広めたグループ)
- シャネルズ /ラッツ&スター(キングトーンズの後継者的グループ)